# 馬里蘭藝術學院

馬里蘭藝術學院（Maryland Institute College of Art，縮寫：MICA）是一所位於美國馬里蘭州巴爾的摩市的一所私立藝術與設計學院。該校創創建於1826年，是全美國最老的藝術學院之一，在純藝術與設計學校的排名上也一直有優異的表現。

## 外部連結
- Maryland Institute College of Art website （页面存档备份，存于）
- Google Street View上的馬里蘭藝術學院
- Website of the Graphic Design Master of Fine Arts Program （页面存档备份，存于）
- MICA News on Twitter （页面存档备份，存于）